# Ангели пекла на колесах
Ангели пекла на колесах (англ. Hells Angels on Wheels) — американська кримінальна драма 1967 року.

## Сюжет
Робітник бензоколонки на призвисько Поет, заступається в бійці за одну з молодих дівчат, що роз'їжджають разом з групою байкерів на мотоциклах. Залишивши свою нудну роботу, він відправляється разом з ними подорожувати по країні.

## У ролях
| Актор         | Роль           |
| ------------- | -------------- |
| Адам Рорк     | Бадді          |
| Джек Ніколсон | Поет           |
| Сабріна Шарф  | Шилл           |
| Яна Тейлор    | Ебігейл        |
| Річард Андерс | Булл           |
| Джон Гарвуд   | Джоко          |
| Мірей Машу    | Перл           |
| Джеймс Олівер | Даррелл Вітмен |
| Джек Старретт | сержант Бінгем |
| Бруно ВеСота  | священик       |

## Зовнішні посилання
- Ангели пекла на колесах на сайті IMDb (англ.)
- Ангели пекла на колесах на сайті AllMovie (англ.)